# Dulverton
Dulverton è una cittadina nel cuore del Somerset occidentale, in Inghilterra, vicino al confine con Devon. La popolazione cittadina è di 1 630 abitanti, in base alle stime del 2002.

## Caratteristiche
Dulverton ha diverse piccole imprese e l'architettura delle case è vittoriana, mentre verso la parte settentrionale sorgono moderne costruzioni e bungalow. È una popolare destinazione turistica soprattutto per la gente interessata all'esplorazione dell'Exmoor, ospitando la sede dell'autorità del Parco Nazionale di Exmoor. Nel centro di Dulverton si trova un ampio campo per il tempo libero.